# یابوونووو-کانته
یابوونووو-کانته (به لاتین: Jabłonowo-Kąty) یک روستا در لهستان است که در گمینا سوکووه واقع شده‌است.